# Очите плачат различно
„Очите плачат различно“ е български телевизионен игрален филм от 1989 г. по сценарий на Боян Биолчев. Режисьор е Александър Раковски, а оператор – Ивайло Кузов. Музиката във филма е композирана от Константин Манолов. Художник е Стоян Павлов.

## Сюжет
В близост до голям рудодобивен обект се реставрират стенописите на малка църква. Васил е млад шофьор на тежкотоварен камион. Той се грижи за осиротелия си племенник Ваньо. Случайно се запознава с Вера – една от групата реставратори. Отношенията между двамата са сложни, колебаещи се между желанието за близост и хладната преценка на здравия разум. В началото на връзката им малкият Ваньо ревнува и се опитва да ги раздели, но скоро открива във Вера жадуваната майчина обич и близост. След поредица от срещи с приятели на Васил, Вера ясно осъзнава, че двамата принадлежат към различни светове. Тя прави единствения разумен за нея избор – отказва се от реставрирането и заминава за София…

## Актьорски състав
- Христо Шопов
- София Кузева
- Иван Фърков – малкият Ваньо
- Сашо Петков
- Николай Станчев
- Димитър Бозаков
- Панчо Чернев
- Константин Хаджипанзов
- Даниела Горанова
- Стефан Димитриев
- Светла Тодорова
- Любомир Фърков
- Лили Енева
- Александър Александров – сервитьорът